# فيليب ستيوارت
فيليب ستيوارت (بالإنجليزية: Philip Stuart)‏ هو سياسي أمريكي، ولد في 1760 في فريدريكسبيورغ في الولايات المتحدة، وتوفي في 14 أغسطس 1830. حزبياً، نشط في الحزب الفيدرالي الأمريكي. وقد انتخب عضو مجلس النواب الأمريكي.